# Francisco Aedo Carrasco
Francisco Eduardo Aedo Carrasco (Chillán, 23 de octubre de 1910 - desaparecido en 1974) fue un arquitecto chileno, académico de la Universidad de Chile, militante socialista-mirista, y detenido desaparecido por la Dirección de Inteligencia Nacional (DINA) durante la dictadura militar de Augusto Pinochet.

## Biografía

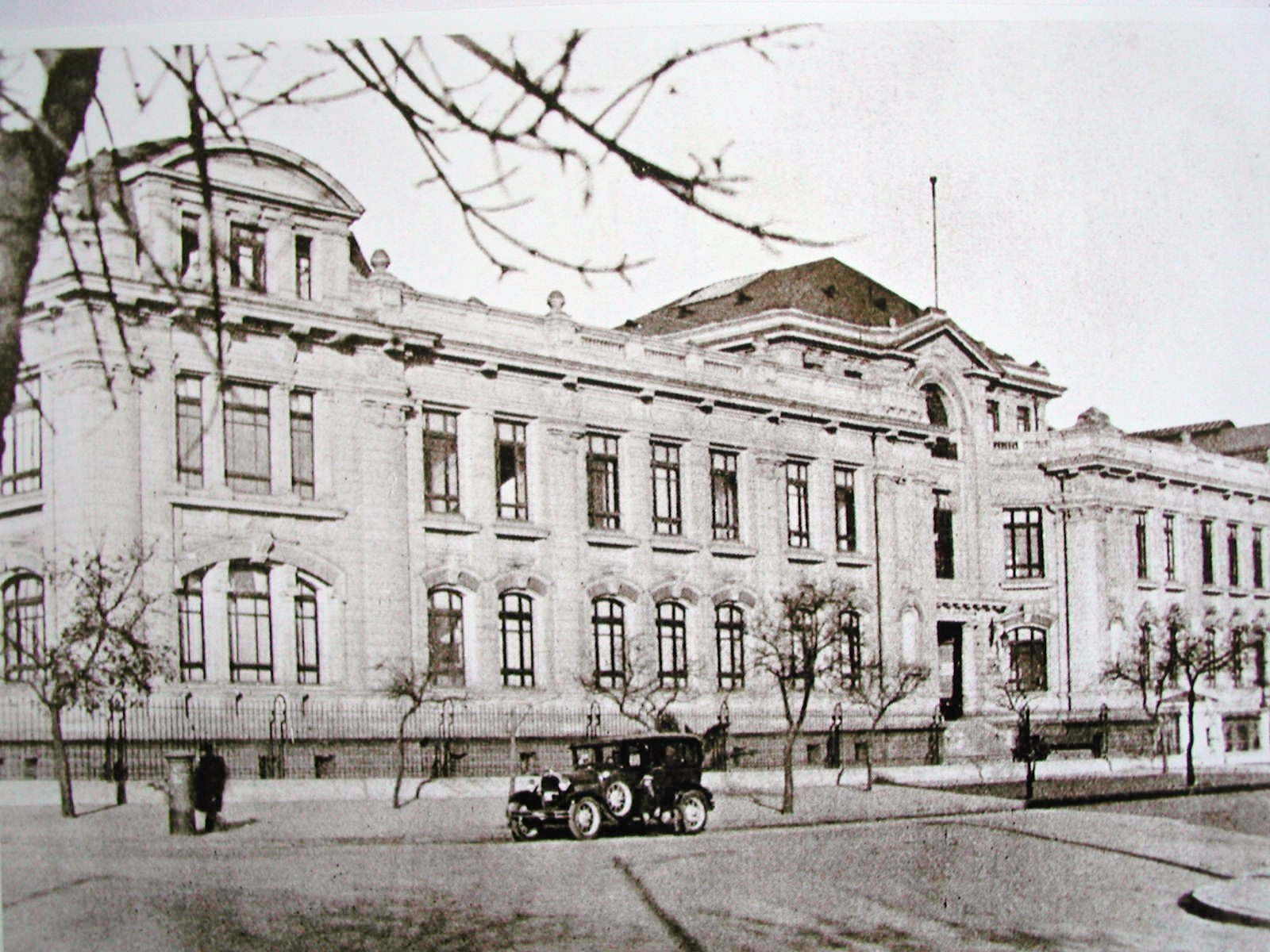
La Escuela de Arquitectura de la Universidad de Chile (ubicada hasta 1957 en la Escuela de Ingeniería), alma mater de Francisco Aedo.

Hijo de profesores normalistas, nació en Chillán el año 1910. Cursó sus estudios superiores en la Facultad de Arquitectura y Urbanismo de la Universidad de Chile, titulándose como arquitecto. Llegó a ser profesor de esta escuela en la sede de Valparaíso por varias décadas, y como director del Instituto de Edificación Experimental, instancia creada por él mismo en 1957. Se casó con María Cristina González Benedetti, su secretaria en ese entonces, y con la cual tuvo 2 hijos.

Desde joven tenía ideas de izquierda. Su sensibilidad frente al sufrimiento de la gente pobre, a la desigualdad de los recursos para vivir, que muchos no podían educarse… y por ahí llega a un convencimiento político. Salía a pelear en contra de los nazistas de aquella época, pero no era de partidos políticos. No le gustaba matricularse en un partido, le gustaba ser independiente. Primero fue comunista porque no había otro partido. Después tuvo doble militancia socialista-mirista. Era un hombre de acción pero con el tiempo se dedicó más a conversar con los jóvenes a hacerles conciencia política. Integró mucha gente al MIR en Valparaíso. A los grupos de alumnos los convencía conversando y dándoles a leer mucho; así iba preparando a la gente. No obligaba a nadie.
María Cristina González Benedetti, esposa de Francisco Aedo Carasco.

Durante el gobierno de Salvador Allende, fue asesor técnico del Ministerio de la Vivienda, cuyo ministro era el obrero Carlos Cortés Díaz. En ese cargo creó la Empresa Estatal de Construcción de Viviendas para el Pueblo.

## Desaparición

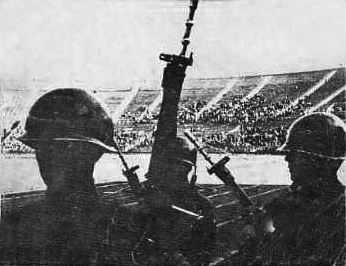
Francisco Aedo estuvo detenido por primera vez en el Estadio Nacional de Chile en 1973.

Después del golpe de Estado en Chile el año 1973, uno de los primeros objetivos de la Junta Militar fue la desarticulación de los partidos que conformaban la Unidad Popular. Entre ellos, los que fueron objeto de mayor represión, fueron el Partido Socialista y el Partido Comunista. 
Militante del Partido Socialista de Chile y del MIR, Francisco Aedo Carrasco fue detenido por primera vez por agentes de la Dirección de Inteligencia Nacional, DINA, el 13 de septiembre de 1973 siendo trasladado al Estadio Chile, luego al Estadio Nacional, y finalmente al Campo de Prisioneros Chacabuco, para luego ser liberado. 

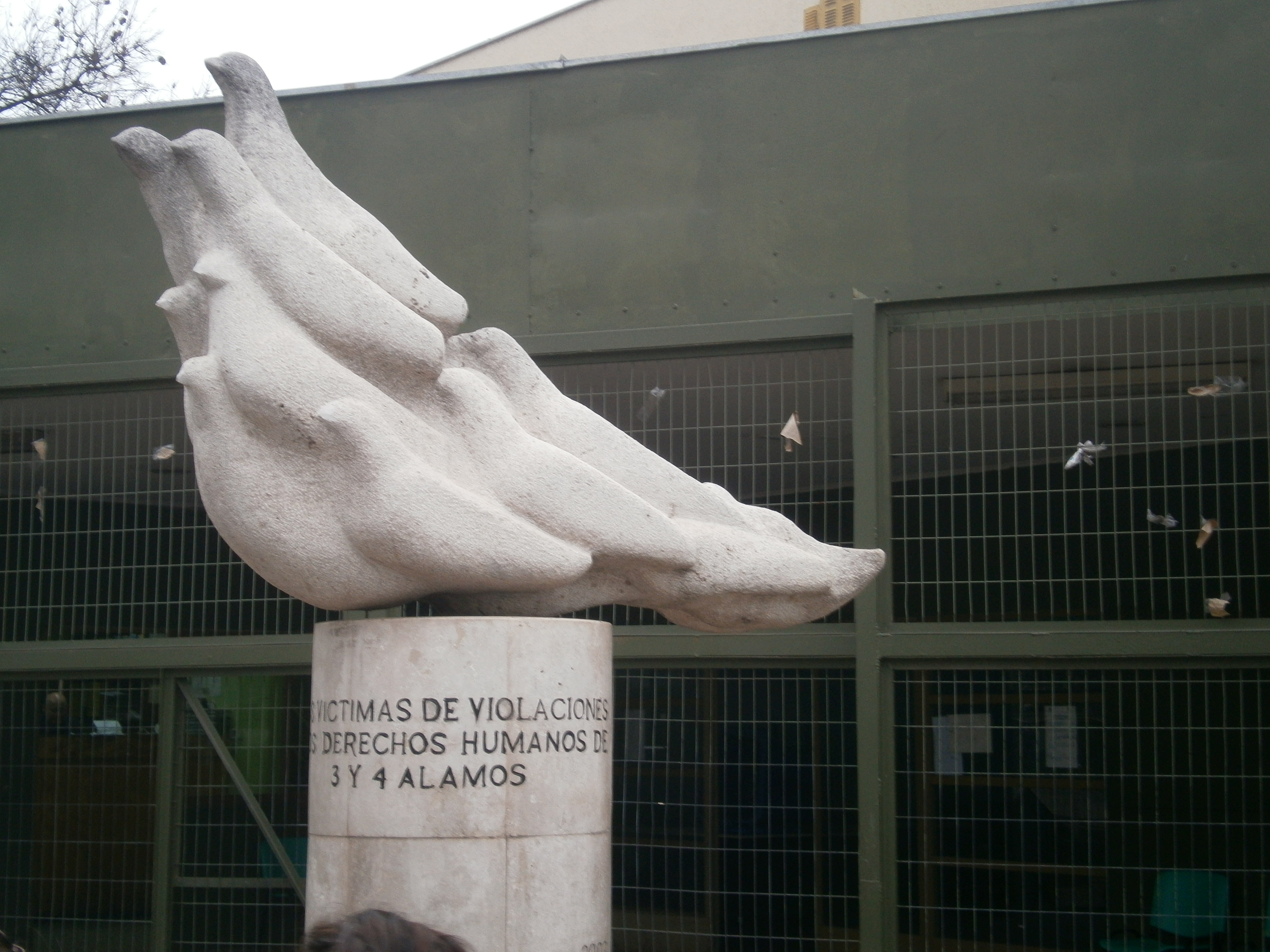
Cuatro Álamos, donde según testigos, Francisco Aedo estuvo detenido por última vez en 1974.

Luego de la segunda detención, sería trasladado a principios de octubre de 1974 al recinto de José Domingo Cañas, para finalmente terminar en Cuatro Álamos, en donde fue sometido a intensas torturas e interrogatorios, y desde donde se le pierde el rastro en marzo de 1975. Su nombre figuró en una nómina de 119 chilenos muertos en el extranjero en presuntos enfrentamientos entre grupos de ultraizquierda o en combates con las Fuerzas Armadas Argentinas. Dichas nóminas fueron dadas a conocer por las revistas LEA de Argentina y O'DIA de Brasil, publicaciones que editaron un solo número, sin editor responsable, y cuyas direcciones como pie de imprenta resultaron ser falsas. Los nombres de esta lista corresponden a 119 personas detenidas por los servicios de seguridad chilenos y que habían desaparecido a partir de la detención.
Su familia realizó numerosas diligencias y averiguaciones para dar con su paradero, pero todas resultaron infructuosas y aún desconocen la suerte que Francisco Aedo Carrasco corrió en manos de la DINA. Su caso se encuentra consignado en el llamado Informe Rettig de la Comisión Nacional de Verdad y Reconciliación.